# Lutnes biguttata
Lutnes biguttata is een vliesvleugelig insect uit de familie Eupelmidae. De wetenschappelijke naam is voor het eerst geldig gepubliceerd in 1913 door Girault.